# Großstäublinge
Die Großstäublinge (Calvatia) sind eine Pilzgattung aus der Familie der Champignonverwandten.

## Merkmale
Sie haben meist große, oberirdische cleistocarpe Fruchtkörper. Die Exoperidie kann glatt, kleiig oder warzig sein. Die Endoperidie zerfällt bei der Reife im oberen Teil und gibt dann die Gleba frei. Das Capillitium ist vom Lycoperdon-Typ. Bei den europäischen Arten ist die Subgleba fehlend oder kompakt, es kommen aber auch außereuropäische Arten mit kammeriger Subgleba vor. Die Fruchtkörper können sich bei der Reife vom Mycel lösen und vom Wind als sporengefüllte Kugel herumgeweht werden. Der wissenschaftliche Name der Gattung ist vom lateinischen „calva“ – Hirnschale abgeleitet.

## Systematik
Die Abgrenzung der Gattung ist umstritten. Manche Autoren trennen von Calvatia die Gattung Langermannia ab, die nur sehr wenige, mit der als Typusart betrachteten Langermannia gigantea eng verwandte Spezies umfasst. Eine weitere, eng verwandte und nicht von allen Autoren von Calvatia abgetrennte Gattung ist Handkea (Kreisel 1989).

## Arten
In Europa kommen folgende Arten vor bzw. sind dort zu erwarten:

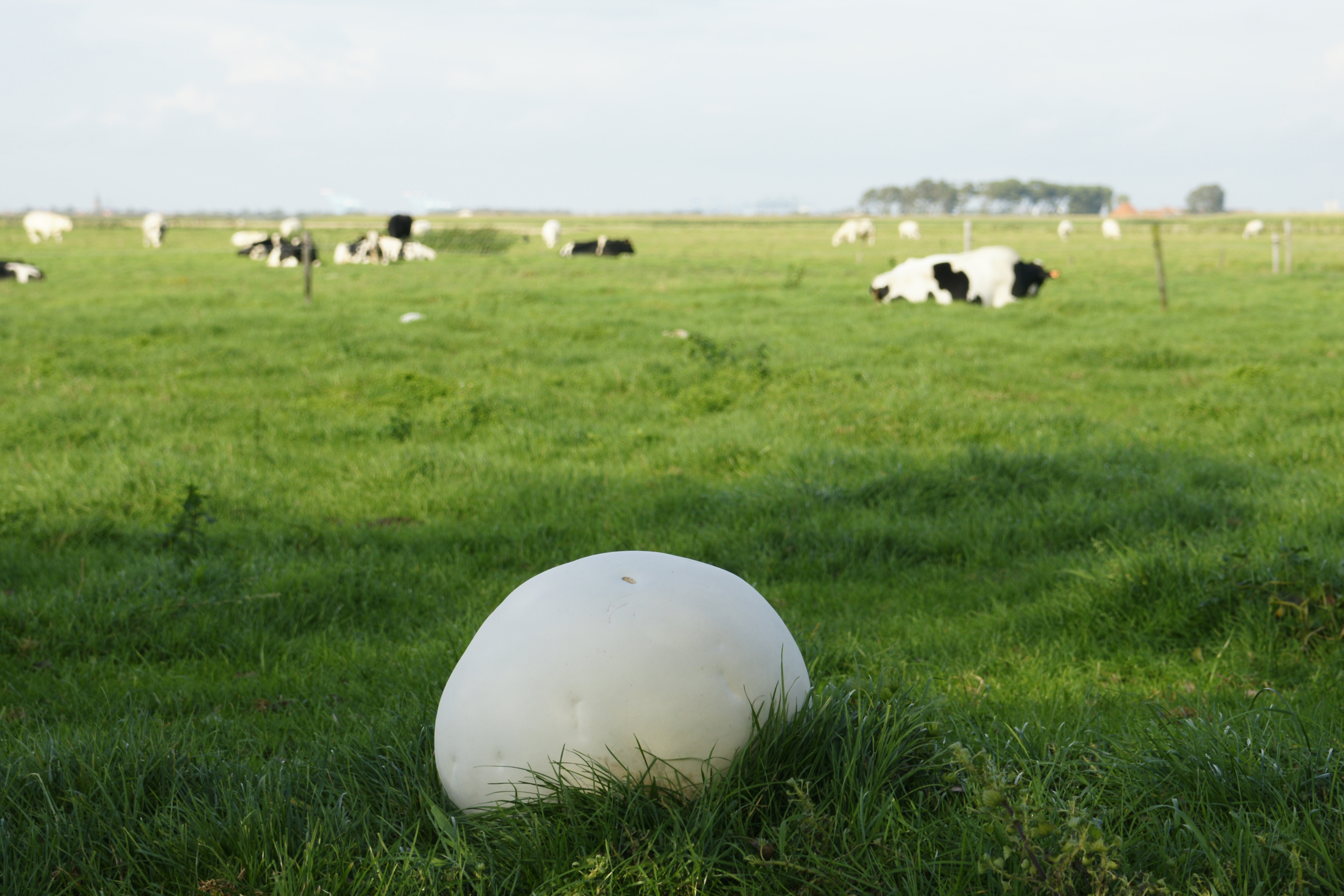
Riesenbovist Calvatia gigantea
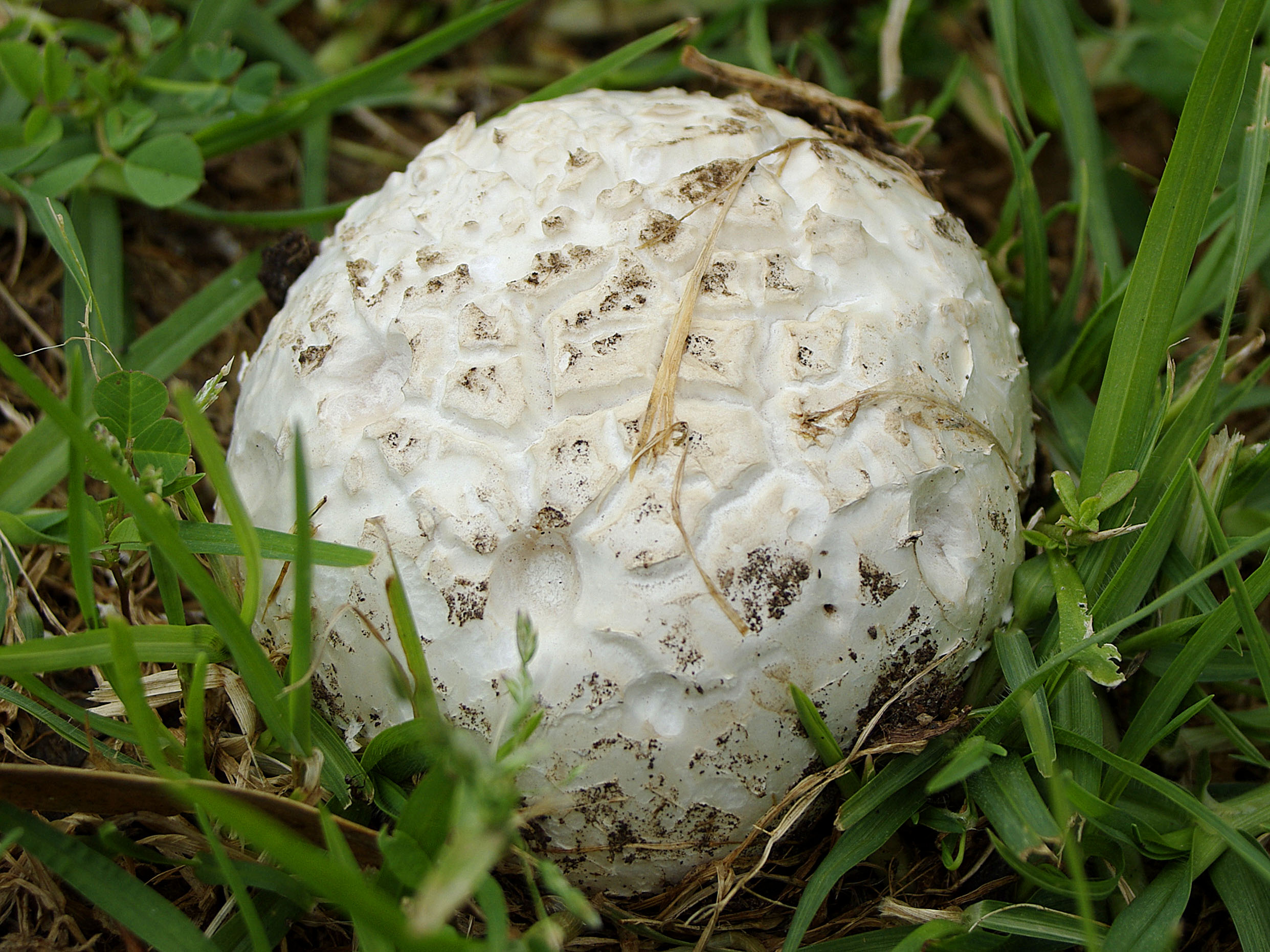
Boones Riesenbovist Calvatia booniana

| Großstäublinge (Calvatia) in Europa |                         |                                              |
| \| Deutscher Name \| Wissenschaftlicher Name \| Autorenzitat \| \| -------------------------- \| ----------------------- \| -------------------------------------------- \| \| Boones Riesenbovist \| Calvatia booniana \| A.H. Smith in Zeller & A.H. Smith 1964 \| \| Weißer Großstäubling \| Calvatia candida \| (Rostkovius 1839) Hollós 1902 \| \| \| Calvatia complutensis \| G. Moreno et al. 1996 \| \| Lilafarbener Großstäubling \| Calvatia fragilis \| (Vittadini 1842) Morgan 1890 \| \| Riesenbovist \| Calvatia gigantea \| (Batsch 1786 : Persoon 1801) Lloyd 1904 \| \| Lloyds Großstäubling \| Calvatia lloydii \| Zeller & Coker in Zeller 1947 \| \| Gilbender Großstäubling \| Calvatia rugosa \| (Berkeley & M.A. Curtis 1868) D.A. Reid 1977 \| |                         |                                              |
| Deutscher Name | Wissenschaftlicher Name | Autorenzitat                                 |
| Boones Riesenbovist | Calvatia booniana       | A.H. Smith in Zeller & A.H. Smith 1964       |
| Weißer Großstäubling | Calvatia candida        | (Rostkovius 1839) Hollós 1902                |
| | Calvatia complutensis   | G. Moreno et al. 1996                        |
| Lilafarbener Großstäubling | Calvatia fragilis       | (Vittadini 1842) Morgan 1890                 |
| Riesenbovist | Calvatia gigantea       | (Batsch 1786 : Persoon 1801) Lloyd 1904      |
| Lloyds Großstäubling | Calvatia lloydii        | Zeller & Coker in Zeller 1947                |
| Gilbender Großstäubling | Calvatia rugosa         | (Berkeley & M.A. Curtis 1868) D.A. Reid 1977 |

- Riesenbovist
Calvatia gigantea
- Boones Riesenbovist
Calvatia booniana